# Noah Webster

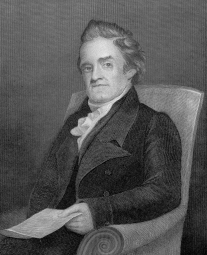
Noah Webster năm 1911

Noah Webster (16 tháng 10 năm 1758 – 28 tháng 4 năm 1843) là nhà soạn từ điển, tác giả sách giáo khoa, nhà cải cách chính tả, nhà bình luận chính trị, và chủ bút báo người Mỹ. Ông được gọi là "Ông tổ của Học hành và Giáo dục Mỹ". Những cuốn sách "Blue-backed Speller" màu xanh dạy năm thế hệ trẻ em ở Hoa Kỳ biết đánh vần và đọc sách, và ở nước Mỹ tên ông trở nên đồng nghĩa với "từ điển", nhất là cuốn từ điển Merriam-Webster ngày nay, nó được xuất bản lần đầu tiên năm 1828 dưới tên An American Dictionary of the English Language.

## Tiểu sử

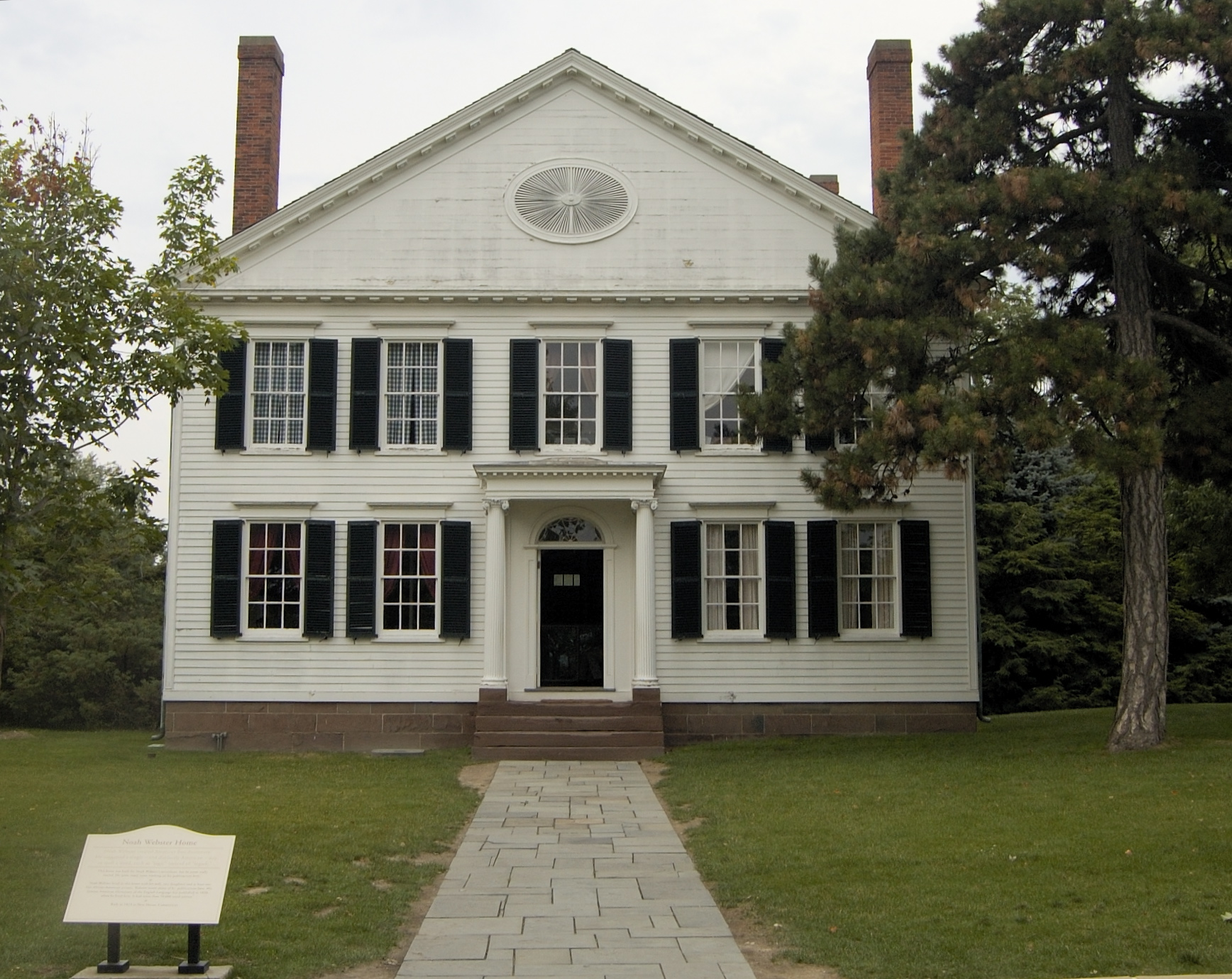
Nhà Noah Webster được di chuyển từ New Haven, Connecticut tới Làng Greenfield ở Dearborn, Michigan.

Noah Webster được sinh ra ngày 16 tháng 10 năm 1758 ở Khu vực Tây của Hartford, Connecticut trong gia đình Mỹ lâu đời. Cha Noah Sr. (1722–1813) là người nông dân và thợ dệt. Noah Sr. xuất thân từ Thống đốc Connecticut John Webster; mẹ ông, Mercy (née Steele; mất 1794), xuất thân từ Thống đốc William Bradford của Thuộc địa Plymouth. Noah có anh Abraham (1751–1831), em trai Charles (sinh 1762), và hai chị Mercy (1749–1820) và Jerusha (1756–1831). Căn nhà tuổi trẻ, Nhà Noah Webster, hiện là Mốc Lịch sử Quốc gia và là viện bảo tàng.
Tuổi 16, ông nhập trường Cao đẳng Yale. Cách mạng Hoa Kỳ diễn ra trong bốn năm ông học tại Yale, và vì thiếu đồ ăn, nhiều lớp học được tổ chức tại Glastonbury, Connecticut. Trong thời Cách mạng, ông tham gia Dân quân Connecticut. Ông tốt nghiệp Yale năm 1778. Sau đó, ông dạy trường ở Glastonbury, Hartford, và Tây Hartford. Ông lấy bằng pháp luật vào năm 1781 nhưng không làm luật sư cho đến 1789, lúc đó ông cảm thấy không thích ngành đó. Thay vì đó, ông thử dạy, thành lập vài trường học rất nhỏ không thành công lắm.

## Ảo tưởng chính trị
Vào năm 1781, Webster đã có ảo tưởng rộng rãi đối với quốc gia mới. Lòng yêu nước Mỹ khá hơn châu Âu vì những giá trị Mỹ khá hơn, theo ông.
America sees the absurdities—she sees the kingdoms of Europe, disturbed by wrangling sectaries, or their commerce, population and improvements of every kind cramped and retarded, because the human mind like the body is fettered 'and bound fast by the chords of policy and superstition': She laughs at their folly and shuns their errors: She founds her empire upon the idea of universal toleration: She admits all religions into her bosom—She secures the sacred rights of every individual; and (astonishing absurdity to Europeans!) she sees a thousand discordant opinions live in the strictest harmony... it will finally raise her to a pitch of greatness and lustre, before which the glory of ancient Greece and Rome shall dwindle to a point, and the splendor of modern Empires fade into obscurity.
Webster đề tặng cuốn Speller and Dictionary cho mục đích cung cấp một nền trí óc cho lòng yêu nước Mỹ. Vào những năm 1780, Noah Webster là người thẳng thắn về chủ nghĩa liên bang. Về học thuyết chính trị, ông giảm nhẹ đức tính (một giá trị quan trọn của chủ nghĩa liên bang) và nhấn mạnh là phải có nhiều người làm chủ tài sản (một phần quan trọng của chủ nghĩa tự do).
Webster cưới vợ sung túc và gia nhập dân giàu ở Hartford nhưng không có nhiều tiền. Năm 1793, Alexander Hamilton cho mượn 1.500 đô la để về Thành phố New York và làm chủ bút một tờ báo Liên bang. Tháng 12 năm đó, ông thành lập nhật báo đầu tiên của New York, dưới tên American Minerva (sau đó mang tên The Commercial Advertiser, "Báo Quảng cáo Thương mại"). Ông làm chủ bút trong thời gian bốn năm, viết nhiều bài báo và bài xã luận bằng 20 quyển sách. Ông cũng xuất bản tạp chí The Herald, A Gazette for the country ("Báo Sứ giả, Công báo cho quốc gia", về sau mang tên The New York Spectator, "Báo Khán giả New York") mỗi tuần hai lần. Là đảng viên, ông ngay sau bị những đảng viên Dân chủ-Cộng hòa tố cáo là "người tự xưng yêu nước nhưng nhát gan, half-begotten", "người điên không thể chữa được", và "người dối trá hay phao tin... Nhà mô phạm và Lang băm." Cobbett, cũng là người Liên bang, gán cho ông là "người phản bội chính nghĩa Chủ nghĩa liên bang", gọi ông là "người đáng ghét giúp đỡ phái Sans-culottes", "người khổ sở bán rẻ", "người khờ dại vĩ đại, và kẻ nói dối không nao núng", "người ác hiểm hằn học", và "người mô phạm điên." Người chủ về từ vựng đau buồn. Ngay cả các từ "nhân dân", "dân chủ", và "tính bằng" trong cuộc tranh luận công cộng làm phiền ông, vì những từ này là "các sự trừu tượng siêu hình hoặc vô nghĩa, hoặc không có ý nghĩa để con người thường hiểu được."
Webster lúc nào cũng thích trường phái tư tưởng cấp tiến - Pháp, và không giống phần nhiều người theo chủ nghĩa liên bang, ông không căm phẫn vì vụ tử hình Quốc vương Louis XVI. Ông ủng hộ một chính sách đối ngoại trung lập. Nhưng khi đại sứ Pháp Edmund Genêt xây dựng mạng lưới "hội Dân chủ Cộng hòa" mà ủng hộ phong trào Jacobin, can thiệp vào chính trị Mỹ, và tấn công Washington, Webster chỉ trích những hội đó. Ông kêu gọi những chủ bút Liên bang "đồng ý để yên các hội đó—đừng viết gì thuận hay chống họ. Họ là thực vật mọc lên kỳ lạ và do áp buộc: nắng hoa bình sẽ tàn phá họ."
Trong vài thập niên, ông là tác giả viết nhiều nhất trong nước mới, viết sách giáo khoa, bài luận chính trị cho đảng Liên bang, và bài báo với tốc độ đáng chú ý. (Thư mục hiện đại về các tác phẩm ông kéo dài 655 trang.)
Gia đình Webster về New Haven năm 1798, và ông làm dân biểu trong Viện Dân biểu Connecticut năm 1800 và những năm 1802–1807.

## Speller and Dictionary
Là thầy giáo, ông đã bắt đầu ghét trường phổ thông Mỹ. Nhiều khi nó đông nghịt, có tới 70 học sinh các tuổi bị nhét vào trưởng sở một phòng, có thầy giáo không có kinh nghiệm, không có bàn ghế, và có sách giáo khoa không thích hợp đến từ Anh. Webster nghĩa rằng người Mỹ nên học dùng sách Mỹ, nên ông bắt đầu viết bản tóm tắt ba quyển mang tên A Grammatical Institute of the English Language (Bản tóm tắt những điều cơ bản của tiếng Anh). Tác phẩm này bao gồm phần học vần (xuất bản năm 1783), phần ngữ pháp (1784), và phần đọc truyện ngắn (1785). Mục đích của ông là cung cấp một cách dạy trẻ em chỉ của Mỹ. Sự cải tiến quan trọng nhất, theo ông, là cứu "tiếng của chúng ta" khỏi vẻ mô phạm đã bao vây ngữ pháp và phát âm Anh. Ông than là tiếng Anh đã bị hư hỏng bởi quý tộc Anh, họ đặt tiêu chuẩn riêng để đánh vần và phát âm đúng. Webster bác bỏ khái niệm là phải học tiếng Hy Lạp và Latinh trước khi học ngữ pháp tiếng Anh. Tiêu chuẩn đúng cho tiếng Mỹ, theo Webster, là "cùng những nguyên lý cộng hòa với những nền công dân và tôn giáo Mỹ", có nghĩa là quần chúng phải được phép quản lý ngôn ngữ; quần chúng có chủ quyền chính phủ thì quần chúng cũng phải có chủ quyền ngôn ngữ. "Sự thật là thói quen thông thường là nguyên tắc nói chuyện."